# Вила Верд (Тексас)
Вила Верд (енгл. Villa Verde) насељено је место без административног статуса у америчкој савезној држави Тексас.

## Демографија
По попису из 2010. године број становника је 874, што је 17 (-1,9%) становника мање него 2000. године.
| Група             | 2000.       | 2010.       |
| Белци             | 26 (2,9%)   | 31 (3,5%)   |
| Афроамериканци    | 4 (0,4%)    | 3 (0,3%)    |
| Азијати           | 0 (0,0%)    | 6 (0,7%)    |
| Хиспаноамериканци | 861 (96,6%) | 832 (95,2%) |
| Укупно            | 891         | 874         |